# Джергалан
Джергалан или Джиргалан (Джыргала́н или Джыргала́нг, Жергалан, Джаргалан; кирг. Жыргалаң) — река, берущая начало в ледниках Тескей-Ала-Тоо. Протекает по Иссык-Кульской области Кыргызстана.

## География
Джергалан протекает по терретории Ак-Суйского района. Берёт начало на северных склонах Тескей-Ала-Тоо и впадает в восточную часть озера Иссык-Куль.
Длина составляет 97 км, а площадь бассейна 2070 км².
В верхнем течении протекает по узкому ущелью в субмеридиональном направлении, а в нижнем течёт по равнине в широтном направлении. Средний годовой расход воды составляет 22,5 м³/с, максимальный составляет 104 м³/с, а минимальный составляет 7,12 м³/с. Полноводной становиться с апреля, а в конце августа начинает мелеть.

## Притоки
Джергалан имеет несколько крупных притоков: Терим-Тёр-Булак, Тюргён-Ак-Суу, Боз-Учук, Ичке-Джергез, Ак-Суу (Арашан). Кроме них, имеется более 50 мелких притоков. В бассейне расположены 42 озера, общей площадью 1,54 км².

## Населённые пункты
В долине реки расположены санаторий Ак-Суу, курорт курорт Жыргалан, а также населённые пункты: Жыргалан, Кызыл-Кыя, Токтогул, Ак-Чий, Качыбек, Шапак, Отрадное, Орлиное, Каракол, Кара-Джал, Тепке.

### Энциклопедии
- Жыргалаң // «Кыргызстан» улуттук энциклопедия = Национальная энциклопедия «Кыргызстан». Д — «Калевипоэг» (киргиз.) / под ред. У. А. Асанова. — Бишкек: Мамлекеттик тил жана энциклопедия борбору, 2011. — Т. 3. — С. 440. — 784 с. — ISBN 9789967140745.
- Жыргалаң // Кыргызстандын географиясы: энциклопедиялык окуу китеби / Ө. Бараталиев. — Бишкек : Мамлекеттик тил жана энциклопедия борбору, 2004. — С. 187. — ISBN 9967-14-006-2. (киргиз.)
- Джиргалан // Большая советская энциклопедия : [в 66 т.] / гл. ред.  О. Ю. Шмидт. — [1-е изд.]. — М.: Советская энциклопедия, 1931. — Т. 21: Дейли — Джут. — Стб. 796.
- Джиргалан // Энциклопедический словарь Брокгауза и Ефрона : в 86 т. (82 т. и 4 доп.). — СПб., 1890—1907.